# سمبوزيوم

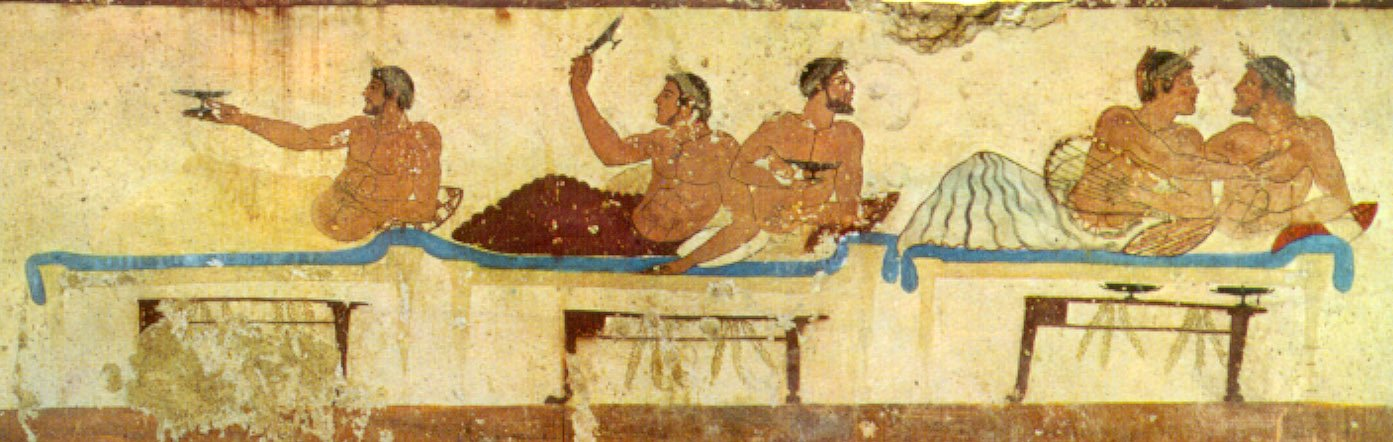
صورة لي اجتماع اغريقي عام 475 ق.ميلاد

السِّمبوزيوم تعبير إغريقي (باليونانية: συμπόσιον) وتعني الشرب الجماعي، وكان جزءًا من مأدبة تُقام بعد أكل الطعام، بالشرب من أجل المتعة مصحوبًا بالموسيقى أو الرقص أو الحفلات أو المحادثة. أما في الاستخدام الحديث فقد أصبح يعني ندوةً أو مؤتمرًا علميًا. ما يعادل السِّمبوزيوم يوناني في المجتمع الروماني هو الكونفيفيوم اللاتيني.

## نظرة
كان السِّمبوزيوم تعني الجلسة التي يتحلّق فيها الناس حول الشراب، وتدور أحاديثهم حول الأدب والفن والفلسفة والمجتمع.
كان يجتمع الضيوف في مثل هذه الاجتماعات القديمة بعد الاكل بعدة تقدم الندوة في طقوس مثل غسل الايدي ورش العطر تقديم النبيذ مرفقًا بالزهور البيضاء والحمراء كان في ذالك الطقوس تُثبت العضوية في ديونيسوس.

## أمثلة حديثة
- السمبوزيوم الدولي للفنون في مدينة مكناس المغربية.[5]